# 알렉산더 페인
콘스턴틴 알렉산더 페인(Constantine Alexander Payne, 1961년 2월 10일 ~ )은 미국의 영화 감독, 영화 각본가이다. 풍자극으로 유명한 감독이며 현대 미국 사회에 대해 질타를 가하는 감독으로 유명하다. 결혼이나 인간 관계에 대한 조명을 다루기도 한다. 모든 인물을 실제 인물로 하는 것은 아니지만 극 작품 중에 일부 단역에 실제 인물을 임의로 집어 넣어서 현실감을 살리도록 연출하는 경우도 많이 발견된다.
여러 종류의 텔레비전 드라마와 영화 작품에서 일했으며 1995년 《시티즌 루스》(Citizen Ruth) 전까지는 여러 작품을 다뤘다. 영화 《일렉션》의 감독으로 많은 명성을 얻기 시작했으며 수많은 비평가들이 최고의 영화로 꼽았다. 이 작품으로 아카데미 극작품 상 후보에 올랐다. 2000년 이후에도 여러 단편 작품의 시나리오를 작성했으며 2003년 《어바웃 슈미트》로 골든 글로브상을 거머 쥐었다. 하지만 언론의 모든 수상 예측에도 불구하고 아카데미상을 수상하지는 못했다. 2004년작 사이드웨이로는 골든 글로브상을 받았으며 아카데미상을 함께 수상했다.
2003년 1월 1일 한국계 캐나다인 여배우인 산드라 오와 결혼했으며 그녀와 함께 사이드웨이를 작업했다. 하지만 2005년 3월 12일 별거가 알려진 이후 1년 반 뒤인 2006년 12월 21일 협의 이혼했다. 여러 비영리 영화협회에서 활동하고 있으며 최근에는 역사적인 극장 복원 사업에도 함께 노력하고 있다.

## 작품 목록

### 영화
- 더 패션 오브 마틴 (1990, 단편)
- 시티즌 루스 (1996)
- 일렉션 (1999)
- 어바웃 슈미트 (2002)
- 사이드웨이 (2004)
- 디센던트 (2011)
- 네브래스카 (2013)
- 다운사이징 (2017)
- 바튼 아카데미 (2023)